# Steven Marshall (político)
Steven Spence Marshall (nascido em 21 de janeiro de 1968) é um político australiano que foi 46º primeiro-ministro da Austrália do Sul entre 2018 e 2022. Ele é membro da Divisão Sul-Australiana do Partido Liberal da Austrália na Assembleia da Austrália do Sul desde 2010, representando o eleitorado de Dunstan (conhecido como Norwood antes de 2014).